# حاسي عبد الله
حاسي عبد الله بلدة موريتانية وإحدى بلديات ولاية الحوض
الغربي.
وتمت تسميتها من طرف سكان القرية على إسم رجل حفر بئر
يدعى عبدالله .
ومن أبرز رجالها الموؤسسين هما الأستاذ والمربي محمد محمود ولد سيدي حامد  الذي ترك بصمة واضحة في مجال التربية والتعليم وقد تخرج من جيله لذي تعلم عليه رجال عدة ساهمو أيضا في بناء الدولة الموريتانية .
ومحمد محمود ولد عبدالله وهو أيضا أول عمدة لبلدية حاسي عبدالله .

## تعريف البلدية:
بلدية ريفية 
تسمية : تمت تسميتها على رجل  يدعى عبد الله .
الرجال الموؤسسين: 
العلامة محمدالأمين ولد سيدي حامد وهو شيخ كبير يعد أنذاك من أقدم أساتذة العلوم الإسلامية في مايخص نشر العلم في تلك المنطقة وقد تخرج على يده عدة رجال في ميادين عدة .